# Liste der Naturdenkmale in Kopp
Die Liste der Naturdenkmale in Kopp nennt die im Gemeindegebiet von Kopp ausgewiesenen Naturdenkmale (Stand 4. Juni 2024).

## Naturdenkmale
| Nr.         | Bezeichnung       | Lage                                           | Beschreibung                                                                                    | Bild                          |
| ----------- | ----------------- | ---------------------------------------------- | ----------------------------------------------------------------------------------------------- | ----------------------------- |
| ND-7233-144 | Stelzeneiche      | Kopp, Wallersheimer Straße, vor Nr. 2 Lage     | Quercus robur, vor 1750 gepflanzt                                                               | mehr Fotos \| Fotos hochladen |
| ND-7233-174 | Eigelbacher Eiche | Eigelbach, Eigelbacher Straße, bei Nr. 16 Lage | Quercus robur, um 1830 gekeimt, 18 m hoch bei 3,5 m Brusthöhenumfang und 20 m Kronendurchmesser | Fotos hochladen               |

## Ehemalige Naturdenkmale
| Nr. | Bezeichnung         | Lage                                                      | Beschreibung                                            | Bild            |
| --- | ------------------- | --------------------------------------------------------- | ------------------------------------------------------- | --------------- |
|     | Drei alte Nussbäume | Eigelbach, westlich des Ortes; Flur In der Eigelbach Lage | Junglans regia, drei Bäume; Rechtsverordnung aufgehoben | Fotos hochladen |